# Наталия (кечистка)
Натали Катрин Найтхарт (на английски: Natalie Katherine Neidhart) е канадска професионална кечистка, която работи за WWE в шоуто Първична Сила, под сценичното име Наталия.
Найтхарт е трето поколение кечистка и е член на популярната кеч фамилия Харт. Тя е първата жена, обучавала се в тренировъчния лагер на семейсво Харт „Тъмницата“. Там тя е тренирана от своите чичовци Рос и Брус Харт. През 2000 – 2001 г. Найтхарт работи за MatRats wrestling, а през 2003 г. дебютира в Stampede Wrestling, където по-късно през юни 2005 г. става първата щампионка при жените. През 2004 и 2005 година, Натали се състезава в Англия и Япония, а през октомври 2006 г. печели титлата на канадската кеч компания SuperGirls Wrestling.
През януари 2007 г. Найтхарт подписва договор с WWE и започва да тренира в треноровачния им лагер Deep South Wrestling developmental territory, а след това тренира и в Ohio Valley Wrestling (OVW) и Florida Championship Wrestling (FCW). Докато работи в FCW става мениджър на братовчед си Ди Ейч Смит и гаджето си Ти Джей Уилсън. Тя дебютира в главния ростър през април 2008 г., под името Наталия и се съюзява с Виктория. През следващата година Наталия е преместена в шоуто ECW, където става мениджър на Тайсън Кид. Към тях се присъединява и Дейвид Харт Смит, заедно формират Династията Харт и се преместват в шоуто Разбиване. През април 2010 г., Династията харт печели отборните титли на WWE и се премества в Първична сила. През септември същата година, Наталия се насочва към самостоятелната си кариера и през номбри печели Титлата при дивите. През април следващата година, тя се връща в шоуто Разбиване.

## Титли и постижиния
- NWA: Extreme Canadian Championship Wrestling
  - Шампионка при Супер Момичетата (1 път)
- Pro Wrestling Illustrated
  - PWI я класира като No. 4 от топ 50 жените кечистки в PWI Female 50 през 2011
- Stampede Wrestling
  - Шампионка при Жените на Тихия океан (2 пъти)
  - Жена Кечистка на годината (2005)
- World Wrestling Entertainment
  - Шампионка на Дивите на WWE (1 път)
- Wrestling Observer Newsletter
  - Най-лошата Вражда на годината (2013) с Бри Бела, Камерън, Ива Мари, Джоджо, Наоми, и Ники Бела срещу Ей Джей Лий, Аксана, Алиша Фокс, Кейтлин, Роса Мендес, Самър Рей, и Тамина Снука на 24 ноември